# شهرستان هنکاک (تنسی)
شهرستان هنکاک، تنسی (به انگلیسی: Hancock County, Tennessee) یک شهرستان در ایالات متحده آمریکا است که در تنسی واقع شده‌است.

## خصوصیات
شهرستان هانکک ۵۷۹ کیلومترمربع مساحت دارد.